# زابینه اشتاینباخ
زابینه اشتاینباخ (به انگلیسی: Sabine Steinbach) (زادهٔ	۱۸ ژوئیهٔ ۱۹۵۲) شناگر اهل کشور آلمان است.